# Aplocheilichthys kingii
Aplocheilichthys kingii är en fiskart som först beskrevs av Boulenger, 1913.  Aplocheilichthys kingii ingår i släktet Aplocheilichthys och familjen Poeciliidae. IUCN kategoriserar arten globalt som livskraftig. Inga underarter finns listade i Catalogue of Life.